# Paullinia
Paullinia es un género de arbustos, árboles pequeños o lianas de la familia Sapindaceae, nativo de climas tropicales de Suramérica, Centroamérica y el Caribe.

## Descripción
Son bejucos leñosos o arbustos escandentes, generalmente con zarcillos; tallos frecuentemente con savia lechosa; madera simple o compuesta; zarcillos axilares en el pedúnculo, a veces furcados. Hojas alternas, simples, ternadas, pinnadas, biternadas, bipinnadas, o ternado-pinnadas, pecíolo y raquis frecuentemente con alas; folíolos membranáceos a cartáceos a coriáceos, margen entero a serrado, dentado, crenado, o lobado, dientes frecuentemente con glándulas, estípulas caducas o presentes. La inflorescencia es una espiga, un racimo o un tirso, axilar, terminal, subterminal o en los nudos afilos, generalmente solitaria, a menudo con 2 zarcillos, cuando no es solitaria entonces 2–varios tirsos paniculados en los nudos afilos de los tallos más viejos. Fruto capsular, 1–3-locular, cada lóculo con 1 semilla; cápsulas dehiscentes con 3 valvas, sésiles o estipitadas, globosas a piriformes, aladas o alas ausentes, raramente espinosas; semillas cortamente ariladas con testa crustácea, embrión generalmente curvado.

## Usos
La fruta de varias especies es comestible siendo la más popular el P cupana (guaraná), otras especies se usan en medicina herbaria. La savia de la especie P cururu es altamente tóxica, utilizada como veneno para las flechas por los nativos en Sudamérica.

## Taxonomía
El género fue descrito por Carlos Linneo y publicado en Species Plantarum 1: 365. 1753. La especie tipo es: Paullinia pinnata L.
Etimología
Paullinia: nombre genérico que fue nombrado por Carlos Linneo en honor de Simon Pauli der Jüngere (1603-1680), un médico y botánico alemán quien descubrió la planta.

## Especies
| - Paullinia acuminata Uittien - Paullinia acutangula - Paullinia alata (Ruiz & Pav.) G.Don - Paullinia barbadensis Jacq. - Paullinia bilobulata - Paullinia boliviana - Paullinia bracteosa - Paullinia brenesii - Paullinia brentberlinii - Paullinia caloptera - Paullinia clathrata - Paullinia clavigera - Paullinia costata - Paullinia cuneata - Paullinia cupana Kunth - Paullinia cupana var. sorbilis (Mart.) Ducke - Paullinia cururu L. - azucarito - Paullinia dasystachya - Paullinia elegans - Paullinia eriocarpa Triana & Planch. - Paullinia faginea - Paullinia fuscescens Kunth - Paullinia grandifolia - Paullinia hemiptera - Paullinia hystrix - Paullinia imberbis - Paullinia ingaefolia - Paullinia leiocarpa Griseb. - Paullinia macrophylla - Paullinia mariae - Paullinia neglecta - Paullinia obovata (Ruiz & Pav.) Pers. - lúcuma de monte, montelúcuma. - Paullinia pachycarpa - Paullinia pendulifolia - Paullinia pinnata L. - Paullinia platymisca - Paullinia quercifolia - Paullinia rhizantha - Paullinia ribesiaecarpa - Paullinia riparia - Paullinia rugosa - Paullinia sphaerocarpa - Paullinia spicata - Paullinia stellata - Paullinia subnuda - Paullinia tarapotensis - Paullinia tatei - Paullinia thalictrifolia Juss. - Paullinia tricornis Radlk. - Paullinia trigonia Vell. - Paullinia turbacensis Kunth - Paullinia yoco R.E.Schult. & Killip |